# A Haunting in Salem
A Haunting in Salem is een Amerikaanse film uit 2011 van The Asylum met Bill Oberst Jr.

## Verhaal
Wanneer de nieuwe sheriff van Salem ontdekt dat hij het slachtoffer is van een eeuwenoude vloek, ziet hij zich genoodzaakt zichzelf en zijn familie te beschermen tegen de wraakzuchtige geesten.

## Rolverdeling
| Acteur           | Personage |
| ---------------- | --------- |
| Bill Oberst Jr.  | Wayne     |
| Courtney Abbiati | Carrie    |
| Jenna Stone      | Ali       |
| Carey Van Dyke   | Mike      |
| Josh Roman       | Kyle      |